# Білі (Молодечненський район)
Білі (біл. вёска Белыя) — село в складі Молодечненського району Мінської області, Білорусь. Село підпорядковане Городилівській сільській раді, розташоване в західній частині області.